# Модіїн-Іліт
Модіїн-Іліт (івр. מוֹדִיעִין עִלִּית) — місто на Західному березі річки Йордан в окрузі Юдеї та Самарії. Це найбільш населене єврейське поселення на Західному березі річки Йордан.

## Географія
Місто розташоване на висоті близько 300 метрів на південно-західній околиці Самарії, серед горбистого ландшафту за 25 кілометрів на північний захід від історичного центру Єрусалиму, за 30 кілометрів на південний схід від Тель-Авіва та поблизу Зеленої лінії.
На південь від міста пролягає долина ваді Нахаль-Модіїм.

## Історія
Як випливає з назви, Модіїн-Іліт насправді є передмістям сусіднього міста Модіїн (хоча місто Модіїн-Іліт було побудовано раніше), точніше половиною нещодавно заснованого міста-побратима, будівництво якого почалося в 1990-ті роки. Модіїн-Іліт було засноване в 1996 році .
Неформальна назва Кір'ят-Сефер нагадує про стародавнє єврейське поселення, яке існувало тут до 2 століття нашої ери, коли воно було зруйноване під час єврейського антиримського повстання .
Сучасний Модіїн-Іліт був заснований як спільнота для ультраортодоксальних євреїв. Створення поселення ініціювали виключно приватні інвестори. Мета полягала в тому, щоб запропонувати ультраортодоксальним євреям доступне житло і таким чином розвантажити перенаселене місто Бней-Брак . Перші будинки в Модіїн Іліт були побудовані в 1994 році. У березні 2008 року село отримало статус міської ради (великого міста). Уряд Ізраїлю розглядає блок поселень навколо міста Модіїн Іліт як територію, яку має намір зберегти навіть після можливої мирної угоди з палестинцями.

## Демографія
За даними з у 2009 році абсолютну більшість населення становили євреї (включаючи статистичну категорію «інші», яка включає неарабських жителів єврейського походження, але без офіційної приналежності до юдейської віри).
Це великий місто зі швидким зростанням населення в довгостроковій перспективі. Станом на 2005 рік це найбільш густонаселене ізраїльське поселення на Західному березі (до того часу це звання мало місто Маалє-Адумім). На кінець 2017 року тут проживало 70 100 осіб. Разом із сусіднім містом Модіїн, яке мало 91 300 мешканців, та іншими меншими поселеннями, утворює агломерацію з майже 200 000 осіб. Згідно з планом 2003 року, очікується, що населення Модіїн Іліт налічуватиме 150 000 осіб.
Населення винятково молоде. У 2013 році це було друге за величиною частки населення у віці до 17 років серед усіх міських поселень Ізраїлю (63,1 % від загальної кількості населення муніципалітету).
| рік       | 1994 рік | 1995 рік | 1996 рік | 1997 рік | 1998 рік | 1999 рік | 2000 рік |
| --------- | -------- | -------- | -------- | -------- | -------- | -------- | -------- |
| Населення | 2 400    | 4 400    | 6 100    | 8 100    | 10 500   | 13 000   | 16 400   |

| рік       | 2001 рік | 2002 рік | 2003 рік | 2004 рік | 2005 рік | 2006 рік | 2007 рік | 2008 рік | 2009 рік | 2010 рік | 2011 рік | 2012 рік | 2013 рік | 2014 рік | 2015 рік | 2016 рік | 2017 рік |
| --------- | -------- | -------- | -------- | -------- | -------- | -------- | -------- | -------- | -------- | -------- | -------- | -------- | -------- | -------- | -------- | -------- | -------- |
| Населення | 19 200   | 22 000   | 24 300   | 27 400   | 30 500   | 34 500   | 38 000   | 41 869   | 46 245   | 48 600   | 52 100   | 55 500   | 60 000   | 63 200   | 64 200   | 66 800   | 70 100   |